# 木目金
木目金 (Mokume-gane) 是一種日本金屬加工工藝，可生產具有獨特分層圖案的混合金屬層壓板；該術語也用於指所得層壓板本身。木目金 (mokume-gane) 一詞的意思是“木紋金屬”或“木眼金屬”，描述了金屬呈現天然木紋外觀的方式。 木目金將幾層不同顏色的貴金屬融合在一起，形成一種稱為「坯料」的合金夾層。然後，在坯料表面形成類似木紋的圖案。木目金有多種加工方式，可製造出各式各樣的圖案。一旦金屬被捲成板材或棒材，就會使用數種技術來製造出一系列的效果。
木目金已被用來創造許多藝術品。儘管這種技術最初是用於製作裝飾性劍具，但如今這種工藝大多用於製作首飾和空心器皿。

## 起源

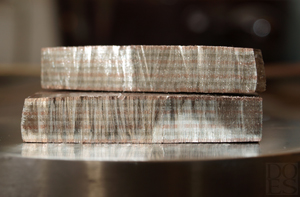
銅、銀、紅銅、鎳銀和黃銅層的壓鍛塊

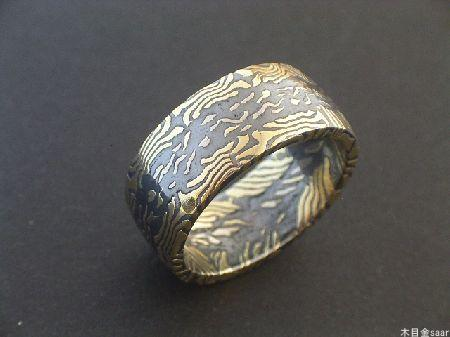
木目金的戒指

木目金並非只單一金屬，主要泛指那些經過特殊技術形成紋路的金屬。
據說是在（江戶時代初期），由刀劍師（白銀師） 正阿彌傳兵衛 創造出來的鍛金技術。
在江戶中期達到巔峰，創造出大量著名的刀劍，但隨後因廢刀令的頒布，木目金的技術就逐漸沒落失傳。

## 歷史變革
由鍛刀技術演變而來，近代類似工藝被用於多項藝術創作，像是銅銀疊金、金銀疊金、三疊金，皆屬於類似工法。
並且由於其多變的特性，即便製作過程相同卻還是會產生不同的紋路，因此獲得許多藝術家的青睞。
熟練的工匠可以在依定的程度上控制紋路的樣式，但仍無法做出兩件一模一樣作品。
目前技術多用於創作珠寶藝術為主，並且由於其複雜的交疊特性、物理特性，通常製作出來的樣式會較為簡約。
且目前尚無大批量生產的方式出現，多由小作紡小量製作生產。

## 製作工藝
將多層不同性質的金屬片（銀、銅最為常見）互相交疊後，以特殊模具將整體物件緊密加壓。
特殊模具最好找具有持續加壓的類型（即帶有彈簧）可以讓工件在過程中持續壓緊，避免製作失敗或是產生瑕疵。
確認固定後用火槍噴燒，或是放入烤爐中烤制，讓金屬間產生緻密的結合。
最後再上面挖孔以露出紋路、後期鍛造、最終製成成品。

## 參閱
- 鍛焊
- 大馬士革鋼

## 外部鏈接
- （英文）Society of American Silversmiths（英语：Society of American Silversmiths） "Wood Grained Metal: Mokume-Gane （页面存档备份，存于）"
- （英文）James Binnion Metal Arts "Mokume-Gane （页面存档备份，存于）"